# Fafi Abdel Nour
Fafi Abdel Nour (1996) is een Nederlands house-diskjockey van Syrische komaf.

## Biografie
Nours vader was fabrieksdirecteur in Syrië. Het gezin kwam rond 1999 naar Nederland, na een omslag in het gedrag tegenover christenen in zijn geboorteland. Er volgde een verblijfsvergunning via een generaal pardon. Hij was nog even in zijn vaderland, constateerde dat hij zich verwant voelde, maar dat iedereen anders dacht. In Nederland gold het omgekeerde: men dacht min of meer hetzelfde, maar iedereen zag er anders uit. De status opgebouwd in Syrië bleek in Nederland niets waard; ouders werden onder andere tolk. Wat er wel in Nederland bleef het verschil in inzicht betreffende zijn homoseksualiteit binnen de christelijke kerk; hij zou dan ook rond 2001 afstand nemen van het katholieke geloof en kwam in conflict met zijn ouders. Dit laatste werd later bijgesteld omdat de ouders tijdens het vertaalwerk werden geconfronteerd met (meer) vanwege homoseksualiteit gevluchte Syriërs. De wankele jeugd leidde tot een stoornis van de lichaamsbeleving (BDD)
Na het vwo ging hij farmacie studeren aan de Rijksuniversiteit Groningen, hetgeen in 2022 resulteerde in een mastergraad. Al voor en tijdens zijn studie begon Abdel Nour elpees te verzamelen van housemuziek uit de jaren negentig, om een vastere beats per minute te krijgen moest hij ze digitaliseren en bewerken met Ableton. Eerste optredens vonden plaats in en om Groningen in gelegenheden zoals HomOOst/BUTTS. Hij constateerde dat techno, house, disco en Italodisco voornamelijk door “witte mannen” werd gedraaid; hij wilde meer kleur in de zaal brengen met als leidraad de empowerment van Beyoncé. Ondanks discriminatie (regelmatig in de vorm van beschouwd worden als excuusallochtoon) werd hij steeds bekender in heel Nederland en daar buiten.
In 2023 stond Abdel Nour zowel op het Dekmantel Festival, Lowlands 2023 en op Zeezout (Amsterdam). Hij trekt dan al de hele wereld over. 